# Casagiove
Casagiove är en ort och kommun i provinsen Caserta i regionen Kampanien i Italien. Kommunen hade 13 559 invånare (2017).